# Dekádellenállás

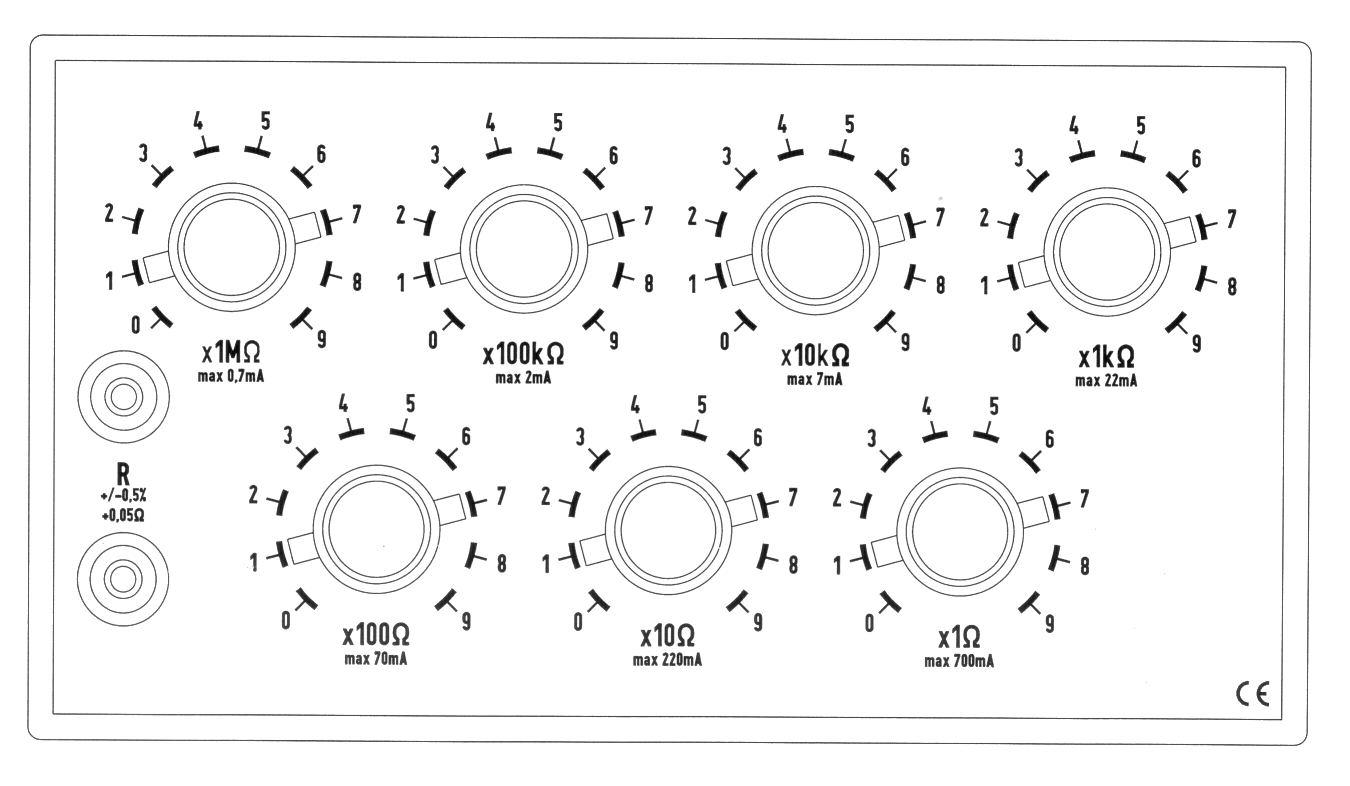
Dekádellenállás előlnézete

A mérőellenállások egy nagy csoportját alkotják az ellenállás-sorozatok. Ezek legkedvezőbb használati alakja a dekádsorozat, vagy más szóval dekádellenállás. A dekádellenállás segítségével gyorsan lehet beállítani leolvasható nagyságú, tetszőleges értékű ellenállásértékeket.

## Kivitele
A dekádellenállás 10 hatványainak megfelelő értékű ellenállásokat tartalmaz. Mindegyikből 9 darabot. Így például 9×1 MΩ + 9×100 kΩ + 9×10 kΩ + 9×1 kΩ + 9×100 Ω + 9×10 Ω + 9×1 Ω. Ezekkel az értékekkel 0-9 999 999 Ω-ig lehet beállítani tetszőleges értékeket 1 Ω felbontással. A kapcsolóval egyre nagyobb értéket beállítva egyre több ellenállást kapcsolunk sorosan a körbe. Minden kapcsolót 0 állásba tekerve a dekádellenállásnak van egy induló ellenállása, ami a belső huzalozásból, és a kapcsolók átmeneti ellenállásából következik. Ennek mértéke kapcsolós kivitelnél kapcsolónként 0,001-0,01 Ω közé tehető. Kúpos dugaszolás esetén ez az átmeneti ellenállás ennek mintegy fele.
Amennyiben valamely értékeket ellenálláscséve adja, annak bifiláris kialakításúnak kell lennie, különben az Ohmos ellenálláson túlmenően impedanciája is lesz, melynek mértéke frekvenciafüggő.
A dekádellenállást dugós kivitel esetén kevesebb tagból is össze lehet állítani, nagyobb névértékű tagok használatával. Ennek előnye, hogy számottevően kisebb lesz a belső elosztott- és kölcsönös kapacitása. Ennek váltakozó áramú használatban van jelentősége. (Feusner megoldása)
| 1 | 1 | 1 | 1 | 5 | Összesen |
| - | - | - | - | - | -------- |
| + | - | - | - | - | 1        |
| + | + | - | - | - | 2        |
| + | + | + | - | - | 3        |
| + | + | + | + | - | 4        |
| - | - | - | - | + | 5        |
| + | - | - | - | + | 6        |
| + | + | - | - | + | 7        |
| + | + | + | - | + | 8        |
| + | + | + | + | + | 9        |

Jó megoldást készített még Smith 2+2+2+2+1 összeállítással, valamint Northrup 1+2+3+5 egységgel.

### Dugaszos ellenállásszekrény
A korábbi időkben gyártottak nagy pontosságú, precíziós dugaszos ellenállásszekrényeket is. A Erdély és Szabó Tudományos Műszergyár által gyártott hitelesített ellenállásszekrénynél a dugaszt kihúzva manganinhuzalból készült nagy pontosságú ellenállást iktattak a körbe, egyébként a dugasz rövidrezárta.
Ezek például az alábbi sorból voltak összeállítva:
1+2+2+5+10+10+20+50+100+100+200+500 Ω

## Terhelhetőség
A terhelhetőséget a felhasznált ellenállások terhelhetősége határozza meg. Mivel P=U×I=I×R×I=I2×R ezért függ az ellenállások értékétől. A rajzon láthatóan a kisebb ellenállásértékekhez nagyobb áram tartozhat. Több ellenállás-sorozat esetén mindig a megengedett legkisebb áramot szabad a dekádellenálláson átfolyatni. Külön megállapodás hiányában a megengedett terhelhetőségük 0,01-0,1 W.